# District de Maganja da Costa
Le district de Maganja da Costa est une subdivision administrative de la province de Zambézie au nord du Mozambique. En 2007, sa population est de 282 173 habitants.

## Source de la traduction
- (it) Cet article est partiellement ou en totalité issu de l’article de Wikipédia en italien intitulé « Distretto di Maganja da Costa » (voir la liste des auteurs).